# Demetrio Madrid López
Demetrio Madrid López (Villaralbo, província de Zamora, 1 d'agost de 1936) és un polític espanyol. Treballà com a tècnic industrial, el 1977 s'afilià al PSOE i fou elegit diputat per la província de Zamora a les eleccions generals espanyoles de 1977, 1979, 1982, 1993 i 1996, i senador per la mateixa província a les eleccions generals espanyoles de 2000. Fou president de la Comissió de Peticions del Senat d'Espanya.
Endemés, fou el primer president de la Junta de Castella i Lleó el 1983, però va dimitir el 1986 després d'haver estat processat en un cas de justícia laboral en una empresa de la seva propietat, encara que posteriorment el 1989 va quedar absolt de tots els càrrecs que se li imputaven.